# Martina Pecher
Martina Pecher (* 25. Februar 1957 in Wien) ist eine österreichische Geschäftsführerin und Politikerin (ÖVP). Pecher war zwischen 1999 und 2002 Abgeordnete zum Nationalrat.

## Ausbildung und Beruf
Pecher besuchte zwischen 1963 und 1967 die Volksschule in Wien und absolvierte im Anschluss bis 1975 ein Gymnasium in Wien. Sie studierte danach Betriebswirtschaftslehre an der Wirtschaftsuniversität Wien und schloss ihr Studium 1980 mit dem akademischen Grad Mag. rer. soc. oec.  ab. 1989 absolvierte Pecher ein Postgraduate für Management an der Wirtschaftsuniversität Wien. 
Pecher war zwischen 1980 und 1982 Geschäftsführerin einer Werbeagentur und danach bis 1989 Produktmanagerin bei L’Oréal. Zwischen 1989 und 1994 übernahm sie die Marketing-Leitung bei Inzersdorfer, ab 1994 war sie dort Geschäftsführerin. 1998 wurde sie zudem Geschäftsführerin der Inzersdorfer-Pannonia-Vertrieb GmbH. 2004 machte sich Pecher mit der Pecher Consulting GmbH selbständig.

## Politik
Pecher war zwischen 1985 und 1996 Mitglied des Vorstandes der Jungen Industrie Wien und von 1990 bis 1996 dessen Vorsitzende. Von 1992 und 1999 war sie zudem Mitglied des Vorstandes der ARGE V (Arbeitsgemeinschaft Verpackung). Pecher vertrat die ÖVP zwischen dem 29. Oktober 1999 und dem 19. Dezember 2002 im Nationalrat. Sie schied aus der Politik aus, um sich beruflich mehr engagieren zu können.

## Privates
Pecher ist verheiratet und Mutter eines Sohnes und einer Tochter.